# Меморијални комплекс „Словачко гробље”
Меморијални комплекс „Словачко гробље” се налази у оквиру Спомен парка „Крагујевачки октобар” у Крагујевцу. Комплекс је уређен 1924. године, на месту где је стрељано 44 словачких и чешких војника на крају Првог светског рата, споменик је откривен 28. септембра 1924.
Почетком јуна 1918. године дошло је до побуне у редовима аустроугарске окупаторске војске, међу којима је било највише Словака из околине Тренчина који су се налазили у 71. пешадијском пуку, који су били смештени у Крагујевцу. Побуна је угушена, организовано је суђење вођама побуне и 42 словачка и 2 чешка војника осуђена су на смрт стрељањем. На том месту данас је спомен-обележје са два камена лава испред и урезаним именима стрељаних војника на споменику. 

## Галерија
- Један од два лава на уласку
- Споменик
- Споменик
- Спомен комплекс - панорама
- Спомен комплекс - панорама